# ATLiens
ATLiens – drugi album wydany przez duet Outkast. Longplay wyszedł na światło dzienne 27 sierpnia 1996 roku.

## Lista utworów
1. „You May Die (Intro)”
2. „Two Dope Boyz (In A Cadillac)”
3. „ATLiens”
4. „Wheelz Of Steel”
5. „Jazzy Belle”
6. „Elevators (Me & You)”
7. „Ova Da Wudz”
8. „Babylon”
9. „Wailin'”
10. „Mainstream”
11. „Decatur Psalm”
12. „Millennium”
13. „E.T. (Extraterrestrial)”
14. „13th Floor/Growing Old”
15. „Elevators (ONP 86 Mix)”